# IAAF World Challenge 2017
Lo IAAF World Challenge 2017 è l'ottava edizione dello IAAF World Challenge, circuito di meeting internazionali di atletica leggera organizzati dalla IAAF.

## Meeting
| Meeting                            | Città                 | Nazione     | Data         | Resoconto |
| ---------------------------------- | --------------------- | ----------- | ------------ | --------- |
| Jamaica International Invitational | Kingston              | Giamaica    | 20 maggio    | resoconto |
| Golden Grand Prix                  | Kawasaki              | Giappone    | 21 maggio    | resoconto |
| Grande Prêmio Brasil de Atletismo  | São Bernardo do Campo | Brasile     | 3 giugno     | resoconto |
| FBK Games                          | Hengelo               | Paesi Bassi | 11 giugno    | resoconto |
| Paavo Nurmi Games                  | Turku                 | Finlandia   | 13 giugno    | resoconto |
| Golden Spike Ostrava               | Ostrava               | Rep. Ceca   | 27-28 giugno | resoconto |
| Meeting de Atletismo Madrid        | Madrid                | Spagna      | 14 luglio    | resoconto |
| ISTAF Berlin                       | Berlino               | Germania    | 27 agosto    | resoconto |
| Hanžeković Memorial                | Zagabria              | Croazia     | 29 agosto    | resoconto |